# Faune de la Colombie
La Colombie a le plus grand nombre d'espèces par unité de surface sur la planète. La faune colombienne est très diversifiée du fait de la variété de ses milieux géographiques (façade Pacifique, mer des Caraïbes, cordillère des Andes, forêt amazonienne) et de l'interconnexion avec l'Amérique du Nord.
Elle possède notamment l'une des communautés d'amphibiens les plus diverses dans le monde avec 754 espèces différentes.

Récemment, c'est au cœur des montagnes de Tacarcuna, au Nord-Ouest de la Colombie, qu'une équipe de scientifiques à découvert 10 nouvelles espèces d'amphibiens, parmi lesquels on compte 9 espèces de grenouilles dont 3 espèces de grenouilles dite «verre» (Centrolenidae) à la peau quasiment transparente, un type de grenouille arlequin (Atelopus), deux types de grenouilles tropicales et une salamandre (Urodela).

La découverte de ces animaux et amphibiens est selon les scientifiques, une chose des plus encourageantes, malgré la menace sérieuse d'extinction à laquelle font face l'ensemble de ces animaux dans de nombreuses autres régions de la Colombie et du reste du monde.
Il y a au moins 1 395 espèces d'oiseaux, du géant condor des Andes au minuscule colibri (Colibri coruscans, Colibri de Delphine).
Selon une étude du "World Wide Fund for Nature" (WWF), la moitié des écosystèmes colombiens étudiés sont dans un état critique de détérioration ou menacés. La déforestation massive, et les exploitations non-réglementées de mines et de pétrole en seraient les causes essentielles. La détérioration des écosystèmes menace l'existence de plus d'un tiers des plantes de Colombie et de 50 % de ses animaux.

## Exemples remarquables

### Amphibiens
- Grenouilles dite «verre» (Centrolenidae);
- grenouille arlequin Atelopus;
- salamandre (Urodela).

### Reptiles
- des caïmans : caïman à lunettes, caïman noir, caïman nain de Cuvier.

### Oiseaux
La Colombie possède l'avifaune la plus riche de la planète avec 1 867 espèces d'oiseaux, dont 74 sont endémiques.

### Mammifères terrestres
- le tapir;
- le puma;
- les ours;
- les singes;
- le porc sauvage;
- les belettes.

### Mammifères d'eau douce
- des dauphins d'eau douce, les dauphins roses ou botos.

## Espèces éteintes ou menacées
En mai 2009, la Liste rouge de l'UICN  repérait en Colombie 3 espèces éteintes et 213 espèces menacées, en particulier un très grand nombre d'amphibiens.

### Espèces éteintes (3)
- Monachus tropicalis (phoque moine des Caraïbes);
- Podiceps andinus (grèbe colombien ou des Andes);
- Rhizosomichthys totae (poisson silure endémique du lac Tota).

### Espèces menacées (213)

#### Statutcritique(80)
- genre Acropora (cnidaires)
  - Acropora cervicornis (Staghorn Coral)
  - Acropora palmata (Elkhorn Coral)
- Allobates juanii
- Amazilia castaneiventris (Chestnut-bellied Hummingbird)
- Ameerega ingeri
- genre Ateles (singes)
  - Ateles fusciceps (Brown-headed Spider Monkey)
  - Ateles hybridus (Variegated Or Brown Spider Monkey)
- genre Atelopus (grenouilles arlequins)
  - Atelopus angelito
  - Atelopus arsyecue
  - Atelopus carauta (Rio Carauta Stubfoot Toad)
  - Atelopus carrikeri
  - Atelopus chocoensis
  - Atelopus ebenoides
  - Atelopus elegans (Rana Jambato Del Pacífico)
  - Atelopus eusebianus
  - Atelopus famelicus
  - Atelopus farci
  - Atelopus galactogaster
  - Atelopus glyphus
  - Atelopus guitarraensis
  - Atelopus laetissimus
  - Atelopus lozanoi
  - Atelopus mandingues
  - Atelopus minutulus
  - Atelopus monohernandezii
  - Atelopus muisca
  - Atelopus nahumae
  - Atelopus nicefori
  - Atelopus pedimarmoratus
  - Atelopus petriruizi
  - Atelopus pictiventris
  - Atelopus quimbaya
  - Atelopus sernai
  - Atelopus simulatus
  - Atelopus sonsonensis
  - Atelopus subornatus
  - Atelopus tamaensis (Tamá Harlequin Frog)
  - Atelopus walkeri
  - Atopophrynus syntomopus
- Bolitoglossa capitana
- Centrolene ballux
- Centrolene heloderma
- Coeligena orina (Dusky Starfrontlet)
- Crax alberti (Blue-billed Curassow)
- Crocodylus intermedius (Orinoco Crocodile)
- Cryptobatrachus nicefori
- Dermochelys coriacea (Trunkback Turtle)
- Epinephelus itajara (Goliath Grouper)
- Eretmochelys imbricata (Hawksbill Turtle)
- Eriocnemis godini (Turquoise-throated Puffleg)
- Eriocnemis mirabilis (Colourful Puffleg)
- Hapalopsittaca fuertesi (Indigo-winged Parrot)
- Henicorhina negreti (Munchique Wood-wren)
- Hylomantis lemur
- Hyloxalus edwardsi
- Hyloxalus ruizi
- Lagothrix lugens (Colombian Woolly Monkey)
- Lepidopyga lilliae (Sapphire-bellied Hummingbird)
- Marmosops handleyi (Handley's Slender Mouse Opossum)
- Niceforonia adenobrachia
- Ognorhynchus icterotis (Yellow-eared Parrot)
- Oophaga lehmanni (Red-banded Poison Frog)
- Phoebastria irrorata (Waved Albatross)
- Phrynops dahli (Dahl's Toad-headed Turtle)
- genre Pristimantis (amphibiens)
  - Pristimantis albericoi
  - Pristimantis bernali
  - Pristimantis lichenoides (Rana Camuflada)
  - Pristimantis phragmipleuron
  - Pristimantis torrenticola (Rana De Los Torrentes)
  - Pristimantis tribulosus (Rana Ornamentada)
  - Pristimantis veletis (Rana Camuflada)
- Pristis pectinata (Wide Sawfish)
- Pristis perotteti (Largetooth Sawfish)
- Pristis pristis (Common Sawfish)
- Pterodroma phaeopygia (Galapagos Petrel)
- Ranitomeya dorisswansonae
- Rhinella rostrata
- Saguinus oedipus (Cotton-headed Tamarin)
- Strengeriana antioquensis
- Thryothorus nicefori (Niceforo's Wren)

## Pour approfondir